# Robert Bloch
Robert Albert Bloch (Chicago, 5 aprile 1917 – Los Angeles, 23 settembre 1994) è stato uno scrittore e sceneggiatore statunitense autore di libri gialli, noir e fantastici.

## Biografia
Il suo best seller è il romanzo Psycho, ispiratogli nel 1959 dal serial killer Ed Gein, e da cui il regista inglese Alfred Hitchcock trasse l'omonimo film nel 1960. La sua opera fu segnata dall'influsso dello scrittore Howard Phillips Lovecraft, che intrattenne con lui un fitto rapporto epistolare, incoraggiandolo a scrivere i primi racconti per la rivista Weird Tales; in uno di questi, The Shambler from the Stars (L'orrore dalle stelle, 1935), compare un personaggio ispirato proprio a Lovecraft (di risposta, Lovecraft ne realizzò un seguito, L'abitatore del buio, il cui protagonista, Robert Blake, è un alter ego dello stesso Bloch). Negli anni sessanta scrisse anche le sceneggiature per tre episodi della celebre serie TV Star Trek e prese parte all'antologia Dangerous Visions curata da Harlan Ellison, in cui venivano presentate le nuove tendenze della narrativa speculativa (e in cui il racconto scritto da Ellison è proprio il seguito di quello di Bloch).

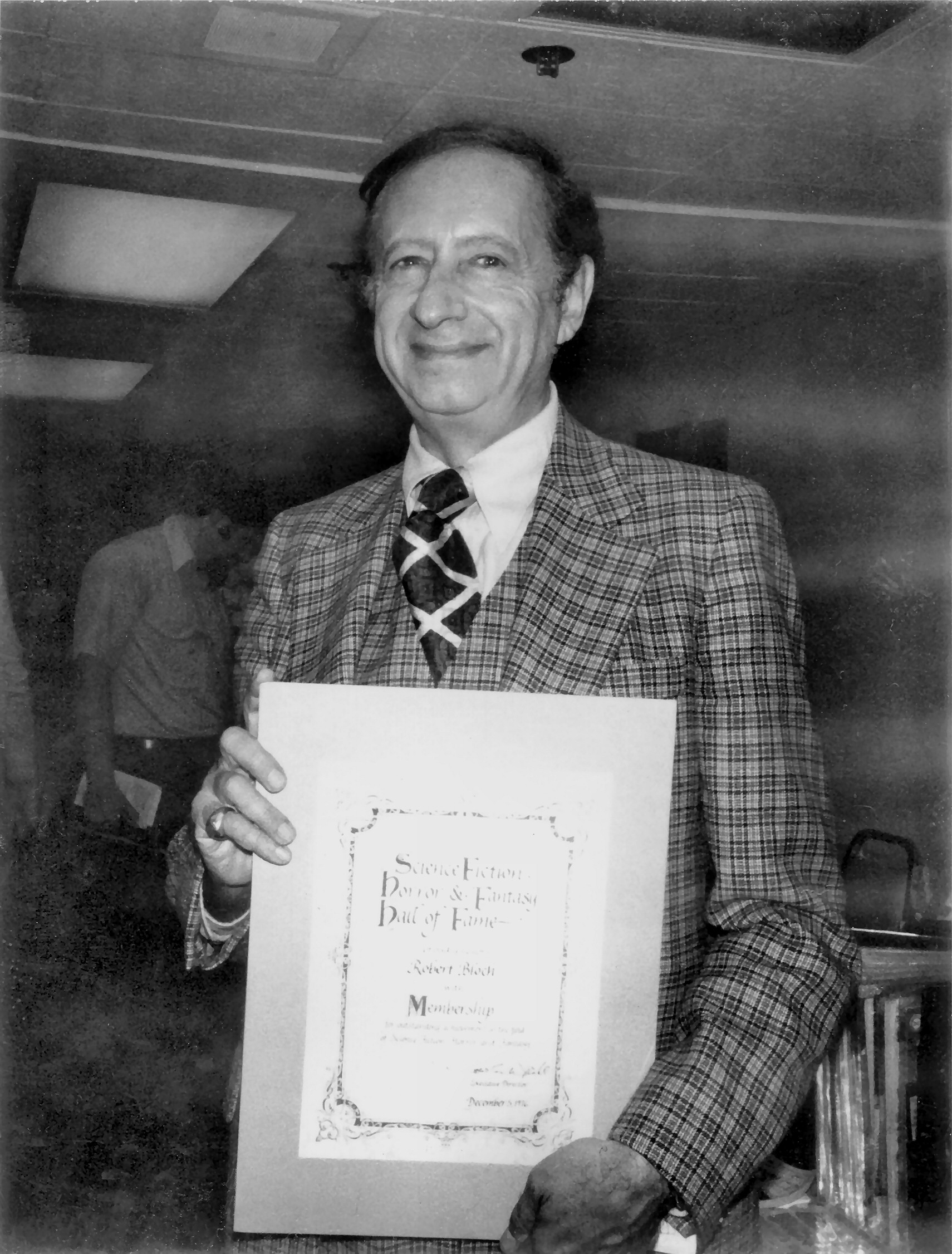
Robert Bloch nel dicembre 1976 con il Premio Hugo

## Riconoscimenti
- Hugo Award
- Bram Stoker Award
- World Fantasy Award

## Opere

### Romanzi
- La sciarpa (The Scarf)[2] (1947)
- Spiderweb (1954)
- The Kidnapper (1954)
- The Will to Kill (1954)
- Assassinio, 2ª serie (Shooting Star) (1958)
- Psycho (1959), pubblicato inizialmente in Italia con il titolo Il passato che urla[2]
- Ballata tragica (The Dead Beat)[2] (1960)
- Il gusto del fuoco (Firebug), pubblicato inizialmente in Italia con il titolo Mania incendiaria[2] (1961)
- The Couch (1962)
- L'ultima vittima (Terror) (1962)
- Ladies Day / This Crowded Earth (1968)
- The Star Stalker (1968)
- Una questione di cuore (The Todd Dossier), a firma Collier Young, Il Giallo Mondadori 1148, 1971 (1969)
- Sneak Preview (1971)
- It's All in Your Mind (1971)
- Il regno della notte (Night World) (1972), pubblicato inizialmente in Italia con il titolo Cittadini della notte[2]
- Gotico americano (American Gothic)[2] (1974)
- L'ira di Cthulhu (Strange Eons)[2] (1978)
- There is a Serpent in Eden (1979)
- Twilight Zone: The Movie (1983)
- Jack lo squartatore (Night of the Ripper)[2] (1984)
- L'incubo di Lori (Lori)[2] (1989)
- Psycho House (1990)
- The Jekyll Legacy (1991)

### Raccolte
- Sea Kissed (1945)
- Colui che apre la via (The Opener of the Way) (1945), pubblicato inizialmente in Italia con il titolo Il dio che uscì dalla tomba[2]
- Terror in the Night (1958)
- Pleasant Dreams (1960)
- Blood Runs Cold (1961)
- Nightmares (1961)
- More Nightmares (1961)
- Yours Truly, Jack the Ripper (1962)
- The Eighth Stage of Fandom (1962)
- Atoms and Evil (1962)
- Horror 7 (1963)
- Bogey Men (1963)
- The Skull of Marquis de Sade (1965)
- Tales in a Jugular Vein (1965)
- Chamber of Horrors (1966)
- The Living Demons (1967)
- Incubi e miracoli (Dragons and Nightmares)[2] (1968)
- Bloch and Bradbury (1969)
- Fear Today, Gone Tomorrow (1971)
- House of the Hatchet (1976)
- The King of Terrors (1977)
- The Best of Robert Bloch (1977)
- Cold Chills (1977)
- Out of the Mouths of Graves (1978)
- Such Stuff as Screams are Made Of (1979)
- Mysteries of the Worm (1981)
- Out of My Head (1986)
- Unholy Trinity (1986)
- Midnight Pleasures (1987)
- Lost in Space and Time with Lefty Feep (1987)
- The Complete Stories of Robert Bloch -- Volume 1: Final Reckonings (1987)
- The Complete Stories of Robert Bloch -- Volume 2: Bitter Ends (1987)
- The Complete Stories of Robert Bloch -- Volume 3: Last Rites (1987)
- Fear and Trembling (1989)
- Screams (1989)
- Mysteries of the Worm (edizione riveduta 1993)
- The Early Fears (1994)
- Robert Bloch: Appreciations of the Master (1995)
- Le escrescenze della Luna (Flowers from the Moon and Other Lunacies)[2] (1998)
- The Lost Bloch -- Volume 1: The Devil With You! (1999)
- The Lost Bloch -- Volume 2: Hell on Earth (2000)
- The Lost Bloch -- Volume 3: Crimes and Punishments (2002)

### Autobiografia
- Once Around the Bloch: An unauthorized Autobiography (1993)

## Filmografia

### Cinema
- Psyco (Psycho), regia di Alfred Hitchcock (1960)
- Ucciderò alle sette (The Couch), regia di Owen Crump (1962)
- Il gabinetto del Dr. Caligari (The Cabinet of Caligari), regia di Roger Kay (1962)[4]
- 5 corpi senza testa (Strait-Jacket), regia di William Castle (1964)
- Passi nella notte (The Night Walker), regia di William Castle (1964)
- Il teschio maledetto (The Skull), regia di Freddie Francis (1965)
- La bambola di cera (The Psychopath), regia di Freddie Francis (1966)
- Il mistero dell'isola dei gabbiani (The Deadly Bees), regia di Freddie Francis (1967)
- Il giardino delle torture (Torture Garden), regia di Freddie Francis (1967)
- Journey to Midnight, regia di Roy Ward Baker e Alan Gibson (1968)
- La casa che grondava sangue (The House That Dripped Blood), regia di Peter Duffell (1970)
- La morte dietro il cancello (Asylum), regia di Roy Ward Baker (1972)
- The Mannikin, episodio di Three Dangerous Ladies, regia di Don Thompson (1977)
- También la muerte puede morir, regia di Dharma Reyes (1990)
- Psycho, regia di Gus Van Sant (1998)

### Televisione
- Lock Up – serie TV, 5 episodi (1960-1961)
- Thriller – serie TV, 10 episodi (1960-1962)
- Alfred Hitchcock presenta (Alfred Hitchcock Presents) – serie TV 10 episodi (1960-1962)
- Whispering Smith – serie TV, episodio 1x14 (1961)
- Bus Stop – serie TV, episodio 1x26 (1962)
- L'ora di Hitchcock (The Alfred Hitchcock Hour) – serie TV, 7 episodi (1962-1965)
- The Plot Thickens, regia di William D. Russell - gioco a premi TV (1963)
- Historias para no dormir – serie TV, episodio 1x08 (1966)
- Le spie (I Spy) – serie TV, episodio 1x26 (1966)
- I giorni di Bryan (Run for Your Life) – serie TV, episodio 1x27 (1966)
- Star Trek – serie TV, episodi 1x07-2x07-2x14 (1966-1967)
- Agenzia U.N.C.L.E. (The Girl from U.N.C.L.E.) – serie TV, episodio 1x20 (1967)
- Journey to the Unknown – serie TV, episodi 1x08-1x11 (1968)
- Mistero in galleria (Night Gallery) – serie TV, episodio 2x14 (1971)
- Ghost Story – serie TV, episodio 1x08 (1972)
- The Cat Creature, regia di Curtis Harrington – film TV (1973)
- Il cacciatore (The Manhunter) – serie TV, episodio 1x09 (1974)
- The Dead Don't Die, regia di Curtis Harrington – film TV (1975)
- Gemini Man – serie TV, episodio 1x02 (1976)
- Sanfter Schrecken, regia di Alfred Weidenmann – film TV (1977)
- Capitan Nemo, missione Atlantide (The Return of Captain Nemo), regia di Alex March e Paul Stader – film TV (1978)
- Il brivido dell'imprevisto (Tales of the Unexpected) – serie TV, episodio 2x06 (1980)
- La camera oscura (Darkroom) – serie TV, episodi 1x03-1x07-1x11 (1981)
- Un salto nel buio (Tales from the Darkside) – serie TV, episodi 1x09-3x17-4x01 (1984-1987)
- Alfred Hitchcock presenta (Alfred Hitchcock Presents) – serie TV, episodio 1x11 (1986)
- Monsters – serie TV, episodi 1x07-1x23-2x09 (1988-1989)
- Psycho IV (Psycho IV: The Beginning), regia di Mick Garris – film TV (1990)
- The Hunger – serie TV, episodio 1x17 (1998)